# Hyperaspis pleuralis
Hyperaspis pleuralis är en skalbaggsart som beskrevs av Thomas Casey 1899. Hyperaspis pleuralis ingår i släktet Hyperaspis och familjen nyckelpigor. Inga underarter finns listade i Catalogue of Life.